# Sammons Point
Sammons Point – wieś w Stanach Zjednoczonych, w stanie Illinois, w hrabstwie Kankakee.